# Tatorinia pallidipennis
Tatorinia pallidipennis là một loài bướm đêm trong họ Noctuidae.